# Petschek (Familie)
Die Familie Petschek war im späten 19. und frühen 20. Jahrhundert eine einflussreiche deutschböhmische Unternehmerdynastie. Sie zählte zu den reichsten Familien Europas und dient oft als Inbegriff für den anhaltenden Wohlstand der jüdischen Wirtschaftselite in Böhmen ab Beginn der Österreichisch-Ungarischen Monarchie bis in die Zwischenkriegszeit der ersten Tschechoslowakischen Republik. Alle Angehörigen der Familie Petschek verließen zwischen 1934 und 1938 Mitteleuropa. Ihre Nachfahren leben heute in den USA, Kanada und Argentinien.

## Familienoberhäupter
Der erste dokumentierte Pater familias war Samuel ben Josef Halevi Petschek (1746–1822). Er lebte in dem Ort Petschek, wovon sich der Nachname ableitet. Die Petscheks waren ursprünglich orthodoxe Juden, die sich ab Beginn des 20. Jahrhunderts dem liberalen Judentum zuwandten. Als patrilineares Familienoberhaupt folgte nach Samuel Petscheks Tod der jeweils erstgeborene Sohn:
Israel ben Samuel Halevi Petschek (1789–1852)
Moses ben Israel Halevi Petschek (1822–1888)
Isidor Petschek (1854–1919)
Otto Petschek (1882–1934)
Viktor Petschek (1914–2008)
Der Geschlechtsname Halevi weist auf Nachkommen vom Stamme der Leviten hin und ist in männlicher Linie erblich. Gemäß der mosaischen Primogenitur hatte der erstgeborene Sohn (Pidjon ha-Ben) Anspruch auf den Doppelanteil am Erbe des Vaters sowie besondere Vorrechte gegenüber seinen Brüdern, aber auch Pflichten gegenüber der gesamten Familie. Dazu zählte vor allem die Einheit der Familie zu erhalten sowie die Sorge für die verwitwete Mutter und für die unmündigen Kinder.

## Koliner Petscheks
Nach dem Tod von Samuel Petschek wurde sein am 21. September 1789 in Petschek geborener Sohn Israel das Familienoberhaupt. Er war verheiratet mit Alina Raudnitz (1795–1865). Aus der Ehe gingen zehn Kinder hervor:
- Jakob (1817–1822)
- Salomon (1819, Kindstod nach 6 Wochen)
- Joseph (1820–1835)
- Moses (1822–1888)
- Samuel (1825–1890)
- Amalia (1828–1835)
- Lucia, genannt Leny (1831–1905)
- Abraham, genannt Adolf (1834–1905)
- Anna (1836–1917)
- Emanuel (1839, Kindstod nach 5 Monaten)

Im September oder Oktober 1822 zog die Familie von Petschek nach Kolin. Alle Abkömmlinge der in Kolin geborenen Petscheks werden auch Koliner Petscheks genannt. Israel Petschek verdiente den Lebensunterhalt der Familie wie sein Vater als Hausierer. Bei seinen Haustürgeschäften verkaufte er überwiegend Textilien. Er verstarb am 23. August 1852 in Kolin. Seine Söhne legten den wirtschaftlichen Grundstein der Familiendynastie.

### Moses Petschek
Nach dem frühen Tod seiner drei vor ihm geborenen Brüder gingen die Erstgeburtsrechte (hebr. „Bechor“) auf Moses Petschek über. Als Geldverleiher und Bodenspekulant erwarb er das erste größere Vermögen der Familie und gilt als eigentlicher Begründer der Unternehmerdynastie. Moses Petschek erkannte das wachsende Potenzial der Braunkohle als Heizrohstoff der Zukunft und kaufte erste Anteile an Bergbauunternehmen sowie neu gegründeten Banken. Im Jahr 1876 wurde er wegen Wucher aus Kolin verstoßen und ließ sich mit seiner Familie in Prag nieder. Seine Söhne und Enkel erwarben später zahlreiche Unternehmensanteile an Banken sowie in der Kohle-, Papier-, Glas- und Chemieindustrie. Allerdings waren Moses Petscheks Brüder Abraham und Samuel nicht minder geschäftstüchtig, ihnen gelang spätestens ab Mitte der 1860er Jahre ebenfalls der Aufstieg ins gehobene Bürgertum.

### Abraham Adolf Petschek
Abraham Petschek, genannt Adolf, gilt als Begründer der Wiener Familienstammlinie. Er erlangte als Börsenmakler und Bankier ein beachtliches Vermögen, musste jedoch im Jahr 1873 Insolvenz anmelden, was den Wiener Börsenkrach auslöste. Dabei war er offenbar nicht mittellos, sondern behielt sein 1872 erworbenes Stadthaus und kaufte 1875 ein 6200 m² großes Anwesen in Matzleinsdorf. Zwei seiner Söhne waren die ersten Petscheks, die nach Nordamerika auswanderten und in New York erfolgreich die ersten Unternehmungen der Familie in den USA begründeten.

### Samuel ben Israel Petschek
Samuel ben Israel Petschek (geboren am 20. Juni 1825 in Kolin; gestorben am 23. Februar 1890 ebenda) setzte den Textilhandel des Vaters fort und eröffnete in seiner Heimatstadt eine große Galanterie- und Schnittwarenhandlung. Verheiratet war er mit Josefine Führt (1835–1891), die zwei ebenfalls wirtschaftlich erfolgreichen Koliner Unternehmerfamilien entstammte. Aus der Ehe gingen drei Kinder hervor:
- Richard Petschek (1863–1933)
- Regina Petschek  (1865–1901)
- Georg Petschek (1872–1947).

Nach Samuel ben Israel Petscheks Tod verließen auch seine Nachkommen Kolin. Sein Sohn Richard war Mitbegründer und ab 1912 Präsident der Geheimloge B’nai B’rith in Wien. Darüber hinaus gründete Richard Petschek um 1893 in Wien gemeinsam mit seinem Schwager Bernhard Wolf (1862–1912) das Handelshaus Wolf & Petschek mit Niederlassungen im Küstenland und in Übersee, unter anderem in Surabaya und Samarang. Das Unternehmen handelte überwiegend mit Kolonialwaren, Tabak, Häuten, Panama-Hüten und erlangte außerhalb Europas eine Art Handelsmonopol auf „Austrian Safety Matches“. Ein letzter Hinweis über die Existenz und geschäftliche Aktivität des Handelshauses findet sich im Industrie-Compass von 1927.

## Prager Petscheks
Nach dem Tod von Moses Petschek wurde sein erstgeborener Sohn Isidor der „Hausherr“, der formal und auch tatsächlich die größte Entscheidungsmacht über die Familienmitglieder und das Handeln der Familie hatte. Unter seinem Patriarchat wandte sich die Familie dem liberalen Judentum zu und teilte sich in zwei Linien auf. Gemeinsam mit seinem Bruder Julius Petschek begründete Isidor Petschek die Prager Linie der Familie, auch Prager Petscheks genannt, während ihr Bruder Ignaz Petschek eigene Wege ging und die Aussiger Linie etablierte, auch Aussiger Petscheks genannt. Beide Familienzweige standen zueinander in Konkurrenz, brachten jedoch in der Gesamtheit betrachtet die Unternehmungen und den Reichtum der Dynastie auf den absoluten Höhepunkt.
Ab dem Jahr 1913 trugen die Petscheks in den Medien den Beinamen „österreichische Rockefeller“. Später wurden sie aufgrund ihres großen Einflusses und ihres Reichtums in der Tschechoslowakei als „tschechisches Äquivalent der Rockefellers“ und/oder „tschechische Version der Rothschilds“ bezeichnet. Während des Ersten Weltkriegs konnten beide Familienzweige ihr Firmenimperium immens erweitern und zählten bis zum Jahr 1918 zu den bedeutendsten Finanz- und Industriedynastien der Donaumonarchie.
Nach der Washingtoner Erklärung erlangten die Prager und Aussiger Petscheks im Jahr 1918 die tschechoslowakische Staatsbürgerschaft, blieben jedoch familiär sowie geschäftlich eng mit Österreich und Deutschland verbunden. Die Petscheks sprachen Prager Deutsch und hielten auch im Zuge der Tschechoslowakisierung von Orts- und Personennamen an der deutschen Schreibweise ihres Familiennamens fest. Darüber hinaus deklarierten sich bei Volkszählungen in der Tschechoslowakei alle Mitglieder der Familie als Deutsche.
Geschäftspartner in Österreich sowie in der späteren Tschechoslowakei bezeichneten Isidor Petschek oft als „großen Petschek“ und Ignaz Petschek als „kleinen Petschek“. Hingegen standen in Deutschland fast ausschließlich Julius und Ignaz Petschek im Fokus der Öffentlichkeit. Umgangssprachlich resultierte daraus in Deutschland für die Prager Petscheks die Bezeichnung Julius-Petschek-Gruppe oder Julius-Petschek-Konzern und für die Aussiger Petscheks die Bezeichnung Ignaz-Petschek-Gruppe oder Ignaz-Petschek-Konzern.
Die Bezeichnung Julius-Petschek-Gruppe entsprach jedoch nicht der offiziellen Firmierung und niemals den tatsächlichen Verhältnissen der Unternehmensführung. Zwar leitete Julius Petschek von 1913 bis 1928 die Geschäfte des Prager Familienteils in Deutschland, „Kopf“ dieser „Gruppe“ war er allerdings nicht. Sämtliche Fäden über die Investitionen und die Koordination des mitteleuropäischen Besitzes der Prager Petscheks liefen immer in Prag zusammen – und zwar bis zum Jahr 1919 in der Anwaltskanzlei von Isidor Petschek und danach im Bankhaus Petschek & Co., das bis zum Jahr 1934 von Otto Petschek geleitet wurde.
Davon abgesehen wurden vor allem in der NS-Zeit, teilweise aber auch später, die Unternehmen der Prager und Aussiger Petscheks häufig als Konglomerat und als ein einheitlicher Komplex beschrieben. Dies entsprach jedoch nicht den Tatsachen, da beide Gruppen rechtlich selbständig agierten und geschäftlich unverbunden waren. Auch der Besitz verteilte sich unterschiedlich: Während der Großteil der geschäftlichen Interessen der Prager Petscheks in der Tschechoslowakei lag, verfügten die Aussiger Petscheks über einen weitgestreuten Besitz in Deutschland. Ebenso bestanden deutliche Kontraste bei der Gewichtung der Unternehmensbeteiligungen. So war der Besitz von Ignaz Petschek an Braunkohlewerken etwa viermal größer als der seiner Brüder.
Dagegen verfügte der Prager Familienteil über mehr Unternehmensanteile in der Papier-, Glas- sowie Chemieindustrie. Den deutlichsten Unterschied stellten Bankgeschäfte dar. In diesem Wirtschaftszweig waren die Aussiger Petscheks kaum aktiv. Die Prager Petscheks besaßen hingegen enorm viele Aktienanteile an Banken. Dazu zählten das Bankhaus Petschek & Co. in Prag, die Böhmische Escompte-Bank, die Böhmische Union Bank, die Anglo-Österreichische Bank, die Anglo-International Bank, die Anglo-Tschechoslowakische Bank, die Österreichische Kredit-Anstalt für Handel und Gewerbe, sowie mehrere Bankhäuser in Deutschland, Holland, Spanien, England und in den USA. Zu den Prager Petscheks zählten neben Isidor und Julius Petschek die Familien von:
- Otto Petschek (1882–1934), Sohn von Isidor Petschek, Familienoberhaupt ab 1919
- Paul Petschek (1886–1946), Sohn von Isidor Petschek
- Friedrich Petschek (1890–1940), Sohn von Isidor Petschek
- Hans Petschek (1895–1968), Sohn von Isidor Petschek
- Walter Petschek (1899–1998), einziger Sohn von Julius Petschek

Alle männlichen Prager Petscheks hatten an der deutschsprachigen Karlsuniversität in Prag studiert und waren promoviert. Die vier Söhne von Isidor Petschek dienten als k.u.k. Offiziere in der österreichischen Armee und waren loyale Anhänger der österreich-ungarischen Monarchie, deren Zerfall alle Prager Petscheks mit Verbitterung betrachteten. Friedrich Petschek erlitt während des Ersten Weltkriegs an der Front einen Nervenzusammenbruch und kam mit einem sogenannten Granatenschock nach Prag zurück. Das Trauma hinterließ bleibende Schäden (Verhaltensänderungen, Zittern, malte anhaltend seinen Namen in die Luft etc.). Nach dem Krieg wirkte er nur beschränkt an geschäftlichen Prozessen der Familie mit, blieb jedoch prozentual zu gleichen Teilen an sämtlichen Unternehmungen beteiligt.

## Aussiger Petscheks
Ignaz Petschek verfügte über wenig Bildung. Er brach die Schule nach der 6. Klasse ab und gründete im Jahr 1880 in Aussig seine erste eigene Kohlenhandelsgesellschaft. Anfangs arbeitete er mit seinen Brüdern zusammen und verfeindete sich angeblich mit Isidor und Julius Petschek, weil er sich weigerte, Otto Petschek, den Sohn von Isidor Petschek, respektive das nachfolgende Familienoberhaupt in seine Firma aufzunehmen. Im Jahr 1913 gelang Ignaz Petschek die spektakuläre Übernahme der Hohenlohe Werke AG in Oberschlesien, womit er ohne Beteiligung seiner Brüder ins ostelbische Braunkohlerevier eindrang.
Daraufhin schlossen ihn seine Prager Brüder aus allen Unternehmungen der Familie aus. Noch vor dem Ausbruch des Ersten Weltkriegs wurde Otto Petschek die Kontrolle sämtlicher Investitionen übertragen, an denen Isidor und Julius Petschek in Nordböhmen und Österreichisch-Schlesien beteiligt waren. Damit verlor Ignaz Petschek die Verkaufsmöglichkeiten im nordböhmischen Braunkohlerevier und intensivierte seine Unternehmenstätigkeit in Deutschland. Allerdings weiteten auch seine Brüder ihre geschäftlichen Aktivitäten im deutschen Bergbau aus. Bei vielen Unternehmen erlangten die Aussiger und Prager Petscheks die Aktienmehrheit durch feindliche Übernahmen und überboten sich dabei gegenseitig.
Im November 1916 kam es zum endgültigen Bruch. Die Ursache war ein Machtkampf im Zeitz-Weißenfelser Braunkohlerevier um die Majorität der Werschen-Weißenfelser Braunkohlen AG und Anhaltischen Kohlenwerke AG, den letztlich die Prager Petscheks gewannen. Danach gestalteten sich die Beziehungen regelrecht feindselig. Fortan bekämpften sich die Aussiger und Prager Petscheks erbittert und stritten sich persönlich oft in aller Öffentlichkeit sowie vor in- und ausländischen Gerichten. Auf dieser Basis weiteten beide Familienteile unabhängig voneinander ihre wirtschaftlichen Aktivitäten auf ganz Europa aus und kontrollierten in der Zwischenkriegszeit zusammengenommen 50 Prozent der europäischen Kohlenerzeugung. Östlich der Elbe schwankte ihr Anteil zwischen 66 und 70 Prozent.
Zu den Aussiger Petscheks zählten neben Ignaz Petschek seine vier Söhne:
- Ernst Petschek (1887–1956), lebte in Berlin
- Karl Petschek (1890–1960), lebte in Berlin
- Franz Petschek (1894–1963), lebte in Aussig
- Wilhelm Petschek (1896–1980), lebte in Wien und Berlin

Ignaz Petschek hatte zu Beginn der 1920er Jahre mit seinen Söhnen nicht nur das Schwergewicht der geschäftlichen Tätigkeit, sondern auch den persönlichen Sitz in die Nähe seiner Beteiligungen in Deutschland verlegt. Erst im hohen Alter zog er sich ganz nach Aussig zurück. Ihren Reichtum und sozialen Status stellten die Aussiger Petscheks gern öffentlich zur Schau. Zu seinem 80. Geburtstag ließ sich Ignaz Petschek als „Fugger der Gegenwart“ feiern. Die palastartigen Villen von Ignaz und Franz Petschek in Aussig zählen bis heute zu den pompösesten und anspruchsvollsten der Stadt. Zeitungsberichten zufolge war Ignaz Petschek der reichste Mensch der Ersten Tschechoslowakischen Republik. Seine Prager Verwandtschaft hielt sich mit derartig öffentlichen Angaben stets diskret zurück. Allerdings zeugen heute in Prag 13 Villen sowie mehrere Herrenhäuser in Nordböhmen auch von ihrem sagenhaften Reichtum. Die größte und luxuriöseste ist die Villa Otto Petschek.
Gelöst voneinander brachten die Petscheks, wie alle Monopolisten heute auch, ihre Interessen mittels Lobbyarbeit gezielt in den politischen und gesellschaftlichen Meinungsbildungsprozess ein. Beide Familienteile waren als Eigner oder Teilhaber an verschiedenen Zeitungsverlagen beteiligt, die Prager Petscheks beispielsweise an der damals allmächtigen  Times und die Aussiger Petscheks an der in Mitteldeutschland einflussreichen Neuen Leipziger Zeitung. Sehr enge Verknüpfungen bestanden bis in die höchsten Spitzen der Politik: Staatspräsident Masaryk und Außenminister Beneš gehörten zu den ständigen Gästen in den Villen der Petscheks. In Deutschland erhielten unter anderem der sächsische Staatsminister Emil Nitzschke, die Politiker Heinz Pulvermann und Walter Albert Bauer sowie Eugen Schiffer, der erste Reichsfinanzminister der Weimarer Republik, zweckdienlich in Unternehmen, bei welchen die Petscheks die Aktienmehrheit besaßen, hohe Aufsichtsrats- oder Direktorenposten.

## Zerfallshintergründe
Der Zerfall des Wirtschaftsimperiums hatte familiäre, wirtschaftliche und politische Gründe. Während die Prager Petscheks sich im Jahr 1932 entschieden, ihre Geschäfte in Mitteleuropa aufzugeben, und ihre Anteile an sämtlichen Unternehmen in Deutschland und der Tschechoslowakei bis 1938 verkauften, führten nach dem Tod von Ignaz Petschek im Jahr 1934 seine vier Söhne die Unternehmungen der Aussiger Petscheks im Wesentlichen getrennt voneinander bis zu ihrer Enteignung 1939/40 fort.

### Familiärer Zwiespalt
Regulär wäre nach dem Tod von Otto Petschek im Juni 1934 sein Sohn Viktor (1914–2008) das Oberhaupt der Familie gewesen. Er war jedoch zu diesem Zeitpunkt noch nicht volljährig (damals erst ab dem 21. Lebensjahr) und damit noch nicht geschäftsfähig. Von den Aussiger Petscheks wurde er, genauso wie schon sein Vater, ohnehin nicht als Familienoberhaupt akzeptiert. Aber auch die Prager Petscheks übertrugen ihm später in keinem Bereich die Leitung der Familieninteressen. Als einer der reichsten Erben Europas wurde Viktor Petschek früh als Bonvivant beschrieben. Seinen schulischen Leistungen stand er gleichgültig gegenüber, was nicht den Erwartungen der Familie entsprach. Ab dem 14. Lebensjahr erhielt er von einer Reihe Privatlehrern Nachhilfeunterricht. Bis 1933 besuchte er Internate in England, erlangte jedoch keinen Hochschulabschluss. Später war seine Familie darüber schockiert, dass er (Zitat) „eine Nichtjüdin, eine britische Erbin“ heiratete. Dabei handelte es sich um Pamela Mary Walter (1907–1995), die Tochter des Eigentümers der Times John Walter V. Die Ehe hielt nicht lange. 1948 heiratete er Miriam Rachel (Mary) Fogelman (1913–2001), die Leiterin des British Forces Broadcasting Service in New York, auch bekannt als Mary Conway. Geschäftlich versuchte Viktor Petschek stets eigene Wege zu gehen, beispielsweise als Zeitschriftenhändler oder als Im- und Exporteur von Fahrradteilen – jedes Mal ohne besondere Erfolge.
Faktisch befand sich das gemeinsame Vermögen der Prager Petscheks nach dem Tod von Otto Petschek im Besitz von sieben Familien. Dazu gewann nach 1934 Oswald Gellert (1889–1943), ein Schwiegersohn des 1932 verstorbenen Julius Petschek, zunehmenden Einfluss auf die wirtschaftlichen Interessen der Familie, was ebenfalls zu Meinungsverschiedenheiten führte. Bei dem Machtkampf erlangte letztlich Otto Petscheks jüngster Brüder Hans die Oberhand, der als willensstark galt und bis 1939 die Führung der Familiengeschäfte übernahm.
Die Unternehmungen der Aussiger Petscheks wurden nach dem Tod von Ignaz Petschek von seinen Söhnen Karl, Ernst, Franz und Wilhelm weitgehend unabhängig voneinander geführt. Spätestens ab 1937 war Franz Petschek nicht mehr am Besitz der Familie in Deutschland beteiligt. Dieser gehörte nach 1934 Karl Petschek und einem von ihm geführten westeuropäischen Konsortium. Hingegen führte Franz Petschek die einstigen Unternehmungen seines Vaters in der Tschechoslowakei ohne die Beteiligung seiner Brüder allein. Zu familiären Dissonanzen kam es hier bereits in der Endphase der Weimarer Republik während des Caro-Petschek-Prozesses (1932). Treibende Kraft hinter diesem absurden Familienstreit war Franz Petschek, während seine Brüder eine Eskalation im Interesse des Ansehens der Familie vermeiden wollten. Der Caro-Petschek-Prozess hatte verheerende Auswirkungen auf den Ruf der Petscheks allgemein.

### Politische Stigmatisierung
Politisch stand die Unternehmerfamilie aufgrund ihres Monopols in der Energieversorgung schon seit dem Jahr 1914 in der Kritik der Öffentlichkeit. Ab Mitte der 1920er Jahre verschärfte sich die Rhetorik der Proteste gegen die Monopolstellung der Petscheks sowohl in Deutschland als auch in der Tschechoslowakei. In linken Kreisen galten sie als geldhungrige Kapitalisten, und bei rechten Nationalisten erfüllten sie aufgrund ihrer Macht und Lebensweise sämtliche antisemitische Stereotype.  Aber auch konservative und liberale Gruppen bezeichneten die Petscheks als „skrupellose Geschäftsleute“, die angeblich in „räuberischer Rücksichtslosigkeit am Rande des Gesetzes“ handelten.
Der Kommunist Klement Gottwald äußerte im Jahr 1929 bei seiner ersten Rede im tschechoslowakischen Parlament, dass die Regierung „unter dem Kommando der Petscheks“ und anderen „imperialistischen Aasgeiern“ stehe, von denen die Staatsführung „ihre Instruktionen erhält, wie sie das werktätige Volk noch gründlicher ausbeuten können“. Nach dem Zweiten Weltkrieg wurden die Petscheks in der Tschechoslowakei zu Staatsfeinden erklärt und in der kommunistischen Propaganda als „profitsüchtige Großindustrielle“, die „von fremder Hände Arbeit lebten“ dargestellt.
Zu der Stigmatisierung seitens linker Gruppierungen kam die rassistische Diskriminierung seitens reaktionär rechter Kräfte. Bis heute wird die Behandlung der jüdischen Minderheit in der Tschechoslowakei während der Zwischenkriegszeit oftmals verklärt wiedergegeben. Ein Unterschied zu Deutschland bestand darin, dass in Deutschland der Antisemitismus vor allem bei Angehörigen der Mittelschicht anzutreffen war, in der Tschechoslowakei hingegen maßgeblich bei Intellektuellen. Die tschechische Intelligenz stand an der Spitze des Antisemitismus, der sich zunächst überwiegend gegen die in der Tschechoslowakei lebenden deutschsprachigen Juden richtete. Ab Beginn der 1930er Jahre waren dann auch in der Tschechoslowakei alle Juden zunehmenden antisemitischen Handlungen ausgesetzt.
Die meisten der in der Tschechoslowakei lebenden Juden waren tschechischsprachig, die sich mit der Tschechoslowakei identifizierten, gefolgt von den deutschsprachigen Juden, die sich als Teil der deutschen Minderheit betrachteten. Alle Mitglieder der Familie Petschek deklarierten sich bei Volkszählungen in der Tschechoslowakei stets als Deutsche. Sie pflegten privat sowie öffentlich die deutsche Kultur, ihre Unternehmen trugen deutsche Firmennamen, ihre Buchführung sowie sämtliche private und geschäftliche Korrespondenz erfolgte in deutscher Sprache. Die Petscheks waren keine Anhänger des tschechoslowakischen Nationalismus, sie sprachen und konnten kaum Tschechisch.
Damit waren die Petscheks nicht nur antisemitischen Angriffen, sondern wie die gesamte deutsche Minderheit in der Ersten Tschechoslowakischen Republik einer dezidierten Tschechoslowakisierung ausgesetzt. Diese von 1918 bis 1938 gesetzlich verankerte Staatsdoktrin hatte die Bildung einer in Wirklichkeit nie vorhandenen tschechoslowakischen Nation zum Ziel, womit eine Verdrängung der deutschen Minderheit aus dem Wirtschaftsleben verbunden war. Eine Schlüsselposition nahm hierbei die Živnostenská banka (Zivnobank) ein. Über diese halbstaatliche Bank kaufte die tschechoslowakische Regierung Unternehmen im Bergbau sowie der Chemie-, Papier-, Eisen- und Stahlindustrie auf, wodurch letztlich auch die Petscheks nicht nur ihren Einfluss, sondern ihre Geschäfts- und Expansionsmöglichkeiten in der Tschechoslowakei mehr und mehr verloren.

### Wirtschaftliche Begrenzung
Neben den staatlichen Restriktionen hatte die im Jahr 1929 ausgebrochene Weltwirtschaftskrise erhebliche Auswirkungen auf die Bergbau- und Bankgeschäfte der Petscheks. Die Krise traf die tschechoslowakische Industrie und das Finanzwesen besonders hart. Innerhalb kurzer Zeit setzte ein dramatischer Währungsverfall der Krone ein. 1932 drohte ein Staatsbankrott, es gab kein Geld mehr für die Gehälter der Staatsangestellten, in- und ausländische Banken lehnten die Bereitstellung zusätzlicher Kredite für die Regierung ab.
Die größten Einbrüche erlebte das Land im Frühjahr 1933, in anderen europäischen Ländern wurde da bereits die Talsohle durchschritten. Der Index der Industrieproduktion sank unter 60 Prozent des Niveaus vor der Krise. Die von der Regierung ergriffenen Gegenmaßnahmen blieben bis zur Zerschlagung der Rest-Tschechei nahezu wirkungslos. Die Wirtschaftskrise verursachte großes soziales Elend und große politische Unsicherheit: Antidemokratische Parteien erhielten massenweise Zulauf. Im Jahr 1935 wählte fast die Hälfte der tschechoslowakischen Staatsbürger entweder rechts- oder linksradikal.
Als politisch äußerst problematisch erwiesen sich die Siedlungsgebiete der deutschen Minderheit, die von der Krise besonders betroffen waren. Hier befanden sich die Zentren der tschechoslowakischen Leichtindustrie sowie der Energie- und Montanindustrie. Vor allem französische, englische und US-amerikanische Investoren zogen ab 1932 ihr Geld aus der Tschechoslowakei ab. Es begann die Ära der Kapitalflucht, die sich bis zum Jahr 1938 dramatisch ausweitete. An dem Geld- und Kapitalabzug beteiligten sich auch einheimische jüdische Unternehmer, wie die Rothschilds, Gutmanns, Weinmanns, und im großen Stil die Petscheks.
Nachweislich transferierten sie Teile ihres Vermögens, Geld, Edelmetalle und Sachwerte in die Schweiz, nach Großbritannien sowie in die USA und nahmen keinerlei Investitionen oder Modernisierungen ihrer Unternehmen in Deutschland und der Tschechoslowakei mehr vor. Im Mitteldeutschen Braunkohlerevier hatten die Prager und Aussiger Petscheks den Zenit ihrer wirtschaftlichen Einfluss- und Investitionsmöglichkeiten bereits im Jahr 1931 überschritten. Hier verfügte das Reichswirtschaftsministerium am 31. Dezember 1931 die Auflösung des Mitteldeutschen Braunkohlen-Syndikats und brach damit ihre Marktmacht.

## Rückzug der Prager Petscheks
Der Rückzug der Prager Petscheks aus Deutschland und der Tschechoslowakei erfolgte nach einem von Otto Petschek im Jahr 1932 entworfenen festen Plan, der die ungünstige wirtschaftliche und politische Entwicklung in Mitteleuropa berücksichtigte. Die Umsetzung erfolgte nach dessen Tod unter der Leitung seiner Brüder Hans und Paul Petschek. Zwischen 1934 und 1937 etablierten sich alle Nachfahren von Isidor und Julius Petschek (insgesamt 60 Personen) zunächst in England, anschließend bis 1938 in Nord- und Südamerika.
Unter anderem hatte Hans Petschek in den USA bereits nach 1934 einen Trust für die Familie in Höhe von 10.000.000 Dollar eingerichtet. Allein dieser Betrag entspricht inflationsbereinigt heute der Kaufkraft von 194.677.273 US-Dollar. Einen Teil ihres privaten Barvermögens transferierten sie entgegen den Devisenvorschriften der Tschechoslowakischen Nationalbank ins Ausland. Eine besondere Rolle spielte dabei die Riunione Adriatica di Sicurta in Triest, bei der die Familie mit hohen Aktienanteilen und Hans Petschek als Aufsichtsratsmitglied beteiligt war.
In tschechischen Archiven befinden sich aber auch detaillierte Ausfuhrlisten mit zollpflichtigen Gegenständen, welche die Prager Petscheks auf Englisch und Tschechisch erstellten. Nachweislich führten sie nicht nur Wertsachen wie Gemälde, Silber, Wandteppiche, Porzellan, Kristall, Kronleuchter und Klaviere aus, sondern sämtliche Haushaltsgegenstände; angefangen bei Esszimmer- und Gartenmöbeln, Tischen, Stühlen, bis hin zu Weinkisten, Kühlschränken, Staubsaugern, Küchengeschirr, Kinderhockern, Kissen, Nachttischen, Blumentöpfen, Büchern, Spielzeug. Allein das dokumentierte Volumen der mitgenommenen Gegenstände via Moldauhafen umfasste 127 Schiffsladungen.
Den Sitz ihrer deutschen Firmenvertretungen verlegten Hans und Paul Petschek im Jahr 1936 von Berlin nach London. Anschließend verkauften oder tauschten sie ihre Anteile in Deutschland mit Hilfe der Berliner Handels-Gesellschaft an die US-amerikanische United Continental Comp. New York (UCC) und an die englische Industrial Mining Corporation, die sich verschleiert über ausländische Strohmänner beide im Mehrheitsbesitz der Prager Petscheks befanden. Im nächsten Schritt bot die UCC, vertreten durch den einflussreichen Wallstreet-Banker George Murnane, die Aktienpakete zum Verkauf in Hartwährung (US-Dollar) an.
Hinter Murnane stand John Foster Dulles. Er war geschäftlich eng mit den Petscheks verbunden und fungierte für sie als Gründer sowie Direktor der UCC. Die Verhandlungen begannen mit der I.G. Farben und der Wintershall Holding, vertreten durch August Rosterg und Günther Quandt. Weitere Interessenten waren Peter Klöckner, Hermann Röchling und Friedrich Flick. Da Murnane im Auftrag der Petscheks auf Zahlung in US-Dollar bestand, musste aufgrund der Devisenverkehrsbeschränkung das Reichswirtschaftsministerium dem Verkauf zustimmen. Daraus entwickelten sich ein Politikum und eine der größten Übernahmeschlacht im „Dritten Reich“, die scheinbar bei Zahlung in Reichsmark überhaupt nicht stattgefunden hätte.
Reichswirtschaftsminister war zu diesem Zeitpunkt Hermann Göring, der letztlich Friedrich Flick eine Alleinverhandlungsvollmacht ausstellte und alle anderen Interessenten zur Einstellung ihrer Verhandlungen zwang. Die beiden Hauptobjekte, um die es bei dem Verkauf ging, waren die Werschen-Weißenfelser Braunkohlen AG und Anhaltischen Kohlenwerke. Nach zähem Feilschen und dem Hinweis, dass auch eine staatliche Enteignung drohen könnte, einigten sich Flick und Murnane auf einen Kaufpreis von insgesamt 6.325.000 US-Dollar, zahlbar spätestens am 21. Mai 1938 in New York City an die UCC, plus 970.000 Reichsmark, zahlbar in Berlin, was beides dann auch erfolgte.
Unmittelbar nach dem Verkauf übernahm Walter Petschek, der Sohn von Julius Petschek, die Leitung der UCC und war dort bis zu seinem Tod als Präsident tätig. In der NS-Presse wurde über die „Rückführung der Bergwerke in deutsche Hände“ und über „die Maßnahmen, die bei der ‚Arisierung‘ notwendig waren“, detailliert berichtet. Das Reichspropagandaministerium sprach von einem „wichtigen Schritt bei der Entjudung der Kohlewirtschaft“.
Zeitgleich zu den Verhandlungen in Deutschland boten die Prager Petscheks, ebenfalls über ausländische Mittelsmänner, im Frühjahr 1938 der Živnostenská banka (Zivnobank) den Verkauf ihres kompletten Besitzes in der Tschechoslowakei an. Das Geschäft wurde im Juli 1938 realisiert. Sämtliche Anteile an Bergwerken wurden formal per 31. Juli 1938 übertragen und der restliche Besitz, inklusive aller Petschek-Villen und des Bankhauses Petschek & Co., formal per 1. Januar 1939. Nach diesem Transfer besaß die Zivnobank in der Tschechoslowakei eine Monopolstellung im Braunkohlebergbau. Allein durch die Übereignung der Nordböhmischen Kohlenwerke AG und der Brüxer Kohlen-Bergbau-Gesellschaft mit zusammen rund 8000 Beschäftigten gelangte der tschechoslowakische Staat in den Besitz der damals größten und wichtigsten Montanwerke des ganzen Landes.
Der Erwerb des Petschek-Besitzes in der Tschechoslowakei war die größte Transaktion, welche die Živnostenská banka in ihrer ganzen Geschichte je durchführte. Tschechischen Historikern zufolge, profitierten die Prager Petscheks von dem Verkauf und konnten mit Genehmigung der Tschechoslowakischen Nationalbank das Geld in Devisen sicher ins Ausland übertragen: Die Beträge waren zahlbar in London, gegen Pfund Sterling. Als Kaufpreis für die nordböhmischen Bergwerke wurden offiziell 350 Millionen Kronen angegeben, umgerechnet damals rund 13 Millionen US-Dollar, was heute inflationsbereinigt der Kaufkraft von 231.990.417 US-Dollar entspricht. Entsprechend der zu dieser Zeit erzielbaren Fördermenge und Qualität der Kohle war das viel.
Das Bankhaus Petschek & Co. Prag, die Villen der Prager Petscheks sowie ihren restlichen Besitz in der Tschechoslowakei soll Zeitungsberichten zufolge die Zivnobank gar für 1,6 Milliarden Kronen erworben haben. Offizielle Belege über die gezahlte Summe liegen jedoch nicht vor. Allerdings war der Verkauf des Petschek-Besitzes in der Tschechoslowakei genauso wie in Deutschland ein Politikum sondergleichen. Edvard Beneš setzte sich persönlich für die Übertragung des Petschek-Vermögens an die Republik ein und das tschechoslowakische Parlament stimmte dem Kauf zu. Nach den Vorstellungen tschechoslowakischer Regierungsvertreter sollte die in- und ausländische Presse den Kauf als „klares Zeichen des Vertrauens des inländischen Kapitals in die militärische Stärke und Verteidigungsfähigkeit der Tschechoslowakischen Republik“ charakterisieren.
So hatte die tschechoslowakische Regierung bereits im Jahr 1934 ihre Verteidigungsstrategie von Ungarn in Richtung Deutschland verlegt. Die Mobilisierung lief stabsstellenmäßig hochorganisiert unter Einbeziehung der ganzen Volkswirtschaft ab. Um eine Abkoppelung der sudetendeutschen von der tschechoslowakischen Wirtschaft zu verhindern, forcierte die Živnostenská banka in der Folgezeit massiv den Kauf von Unternehmen in Nordböhmen. Im Frühjahr 1938 gab dann die Sudetendeutsche Partei das Karlsbader Programm bekannt. Darin wurde für die deutsche Minderheit eine umfassende Selbstverwaltung gefordert.
Die tschechoslowakische Regierung lehnte das Programm ab. Daraufhin entsandten die Schutzmächte der Tschechoslowakei eine Kommission unter der Leitung von Lord Runciman ins Sudetenland, um den Minoritäteneinfluss einschließlich der tschechischen und deutschen industriellen Besitzverhältnisse zu beurteilen. Tschechoslowakische Regierungsvertreter bezichtigten bei den Gesprächen die Führer der Sudetendeutschen der Lüge, dass sich die nordböhmische Industrie mehrheitlich im Besitz deutschböhmischer Unternehmer befinden würde, und präsentierten Lord Runciman als Beweis Dokumente über den jüngsten Kauf der Petschek-Bergwerke.
Diese „Beweise“ hatten jedoch keine Auswirkung auf die weitere Entwicklung. Noch im Jahr 1938 lag der Bevölkerungsanteil an Tschechen im Sudetenland weit unter 5 %, die zumeist für staatliche Verwaltungszwecke seit 1919 dorthin versetzt worden waren. Während der Münchner Konferenz am 29. September 1938 beschlossen die „westlichen Garantiemächte“ auf Empfehlung der Runciman-Kommission die sofortige Abtretung des Sudetenlandes an Deutschland.

## Enteignung der Aussiger Petscheks
Kurz nachdem die Prager Petscheks ihren Besitz in Deutschland verkauft hatten, bot ein Industriekonsortium, welches aus der Friedrich Flick KG, der I.G. Farben, der Wintershall Holding und den Riebeck’schen Montanwerken bestand, den Erben von Ignaz Petschek den Kauf ihrer Bergwerke in Deutschland an. Der Besitz wurde auf 200 bis 250 Millionen Reichsmark geschätzt. Ernst und Franz Petschek signalisierten Gesprächsbereitschaft, hingegen lehnten Karl und Wilhelm Petschek in totaler Fehleinschätzung der politischen Lage jegliche Verkaufsverhandlungen ab und verwiesen auf ihre vielfältigen Besitzverflechtungen mit britischen und eidgenössischen Unternehmen. Das heißt, auch die Aussiger Petscheks hatten mit Beginn der Weltwirtschaftskrise ihre Aktienanteile über Strohmänner auf ausländische Gesellschaften übertragen.
Die darauf folgende schrittweise Enteignung der „Ignaz-Petschek-Gruppe“ wurde zum größten Einzelobjekt in der Geschichte der Arisierung. Dies geschah zunächst allerdings nicht allein vor dem Hintergrund der „Arisierung“, sondern resultierte maßgeblich aus der hartnäckigen Verkaufsverweigerung der Aussiger Petscheks. Bei einer Unterredung im Reichswirtschaftsministerium erklärte Karl Petschek laut Protokoll: „Sie wollen Krieg, meine Herren, ich bin bereit.“ Hermann Göring ernannte daraufhin Helmuth Wohlthat zum Sonderbeauftragten der Aussiger-Petschek-Unternehmen, der anfänglich auf eine „freiwillige Arisierung“ drängte und erklärte, dass das Reichswirtschaftsministerium eine Enteignung und „Arisierung der Gewerbebetriebe nicht will, sondern eine ‚Überführung‘ durch Kauf in arische Hände.“
Alle Aussiger Petscheks emigrierten im Sommer 1938 zunächst in die Schweiz und anschließend mit haitianischen Pässen über England, Kuba und Kanada in die USA. Karl, Franz und Wilhelm Petschek fühlten sich noch bis zum Herbst 1939 davon überzeugt, dass sie vom Ausland aus aufgrund ihrer weitverzweigten Beziehungen bis zu den höchsten Stellen im Reichswirtschaftsministerium die Kontrolle über ihren Besitz mit Hilfe ihrer Mittelsmänner und ausländischen Holdinggesellschaften weiterhin ausüben können, und rechneten fest mit einem Misserfolg der „Arisierungsaktionen“. Aus Sicht des Sonderbeauftragten des Reichswirtschaftsministeriums blieb „nichts anderes übrig, als eine Regelung ohne die Petscheks durchzusetzen“. Schließlich erfolgte die Enteignung durch einen Erlass des Reichswirtschaftsministers und die Umsetzung bis Ende 1940.